# Caecilia subdermalis
Caecilia subdermalis е вид безкрако земноводно от семейство Caeciliidae. Видът не е застрашен от изчезване.

## Разпространение и местообитание
Разпространен е в Колумбия.
Обитава райони с тропически и субтропичен климат, гористи местности, планини, градини и плантации.